# Gracià Funari
Gracià Funari (en llatí Gratianus Funarius) va ser el pare dels emperador Valentinià I i Valent. Va néixer aproximadament l'any 290 a Cibalis a Pannònia d'una obscura família. Tenia el renom de Funarius ('home de la corda') perquè una vegada que portava algunes cordes (funis) per vendre va resistir amb èxit l'intent de cinc soldats de robar-li el material.
Llavors es va allistar a l'exèrcit on es va destacar aviat per la seva valentia, força i destresa militar, i va ascendir a protector (protector domesticus a Salona el 305), tribú militar (tribunus) a Il·líria l'any 321 i finalment comes, i segons Ammià Marcel·lí mestre dels soldats a Àfrica, càrrec que va perdre per una acusació de mala administració, però més tard va obtenir el mateix càrrec a Britànnia de la que va sortir amb bon reputació i va tornar a la seva vila natal per acabar els seus dies privadament.
L'emperador Constanci II li va confiscar totes les propietats per haver donat hospitalitat a Magnenci probablement pel temps de la batalla de Mursa Major l'any 351. Pel que sembla era molt popular entre els soldats i per consideració a ell, el seu fill Valentinià va poder ser proclamat emperador quan el pare ja era mort. En temps del seu fill Valent el senat de Constantinoble l'any 364 li va fer erigir una estàtua.